# Anna Ingeborg Erica af Wetterstedt
Anna Ingeborg Erica af Wetterstedt, född 15 april 1834 på Springsta, Kärrbo socken, Västmanlands län, död 17 juni 1898 i Stockholm, var en svensk målare. 
Hon var dotter till översten Johan Erik af Wetterstedt och Sofia Wilhelmina Wickman samt brorsdotter till Niklas Joakim af Wetterstedt; från 1859 var hon gift med grosshandlaren Adolph Peyron. Hon medverkade i Konstakademiens utställningar i mitten av 1800-talet. Hennes konst består av bland annat djurstudier.